# Управление вооружений сухопутных сил
Управление вооружений сухопутных сил (нем. Heereswaffenamt, HWaA) — ведомство Германии отвечавшее за создание, испытание и внедрение в производство всех новых видов вооружения, боеприпасов и амуниции сухопутных сил в период с 1922 по 1945 годы.
Heereswaffenamt появилось 8 ноября 1919 года как Имперское управление вооружений (нем. Reichwaffenamt). 5 мая 1922 года, вследствие политических и военных изменений, случившихся в Германии, было переименовано в Управление вооружений сухопутных сил.

## Задачи и структура Управления

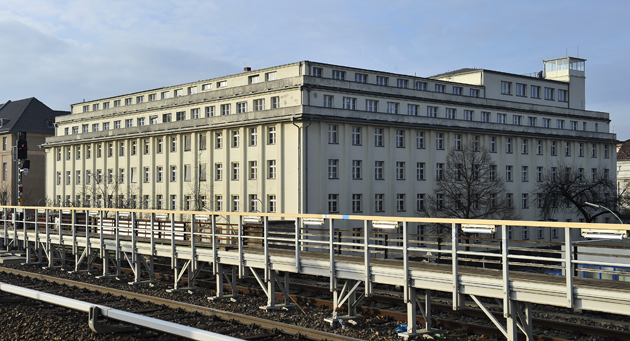
Здание, в котором размещалось Управление вооружений, Берлин

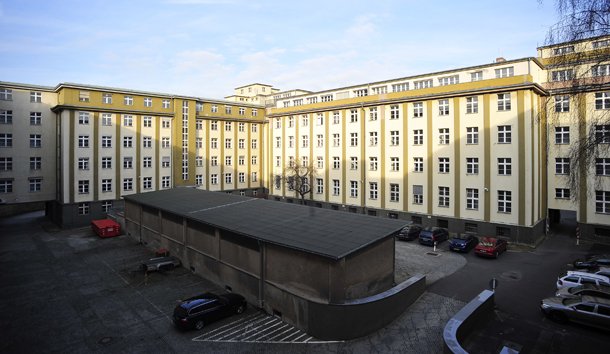
Внутренний двор Управления вооружений

Целью Управления вооружений стало создание, испытание и внедрение в производство всех новых видов вооружения, боеприпасов и амуниции Третьего рейха, с учётом уроков, усвоенных Германией по итогам первой мировой войны и с оглядкой на Версальский договор (соблюдение, путём конспирации и засекречивания, формальных ограничений).
Само управление входило в состав рейхсминистерства вооружений и военной промышленности. Как результат программы Гитлера по реорганизации вооруженных сил Германии начатой в 1930-е годы, к 1940 году в Управлении вооружений сухопутных сил работало более 25 тысяч специалистов, в основной своей массе военных инспекторов. Они находились на каждом военном предприятии Третьего рейха. Контролировали сертификацию качества производимого вооружения, тесно сотрудничали с конструкторами новых видов оружия, задавали требуемые параметры для него, лично отвечали за надёжность продукции, отправляемой в войска, а позднее на фронт.
Техники-инспекторы заканчивали либо гражданские технические вузы, либо курсы открытой при Управлении Высшей школы специалистов по вооружению (Heereswaffenmeisterschule). При выпуске курсант получал звание лейтенанта (Leutnant), а отличники — старшего лейтенанта (Oberleutnant) и должность технического эксперта. Начиная с 1935 года Высшая школа по вооружению углубила программу обучения, позволявшую выпускникам получать ранг технического инспектора.
Начало Второй мировой войны выявило в третьем рейхе острую нехватку квалифицированных военных специалистов по вооружениям. Поэтому, уже начиная с 1939 года, выпускники данной школы сразу получали чин технического инспектора первого класса и звание капитана (Hauptmann).
Почти всю Вторую мировую войну Управлением вооружений сухопутных сил руководил генерал Эмиль Лееб.
Со второй половины 1944 года, из-за резко ухудшившейся ситуации на фронтах, Германия была вынуждена отправить около восьми тысяч столь ценных специалистов в действующую армию, однако, костяк Управления вооружений был сохранён, его сотрудники работали на заводах практически до последних недель войны.

## Департаменты Управления
- Департамент развития и контроля
- Департамент № 1 — боеприпасов и баллистики
- Департамент № 2 — пехотного вооружения и амуниции
- Департамент № 4 — артиллерийского вооружения
- Департамент № 5 — сапёрно-железнодорожный
- Департамент № 6 — бронетехники и моторизации
- Департамент № 7 — сигнализации
- Департамент № 8 — оптики, метрологии, метеорологии, управления огнём и печати карт
- Департамент № 9 — газовой защиты
- Департамент № 10 — специального оборудования
- Департамент № 12 — полигонов